# خط عرض 28° جنوب

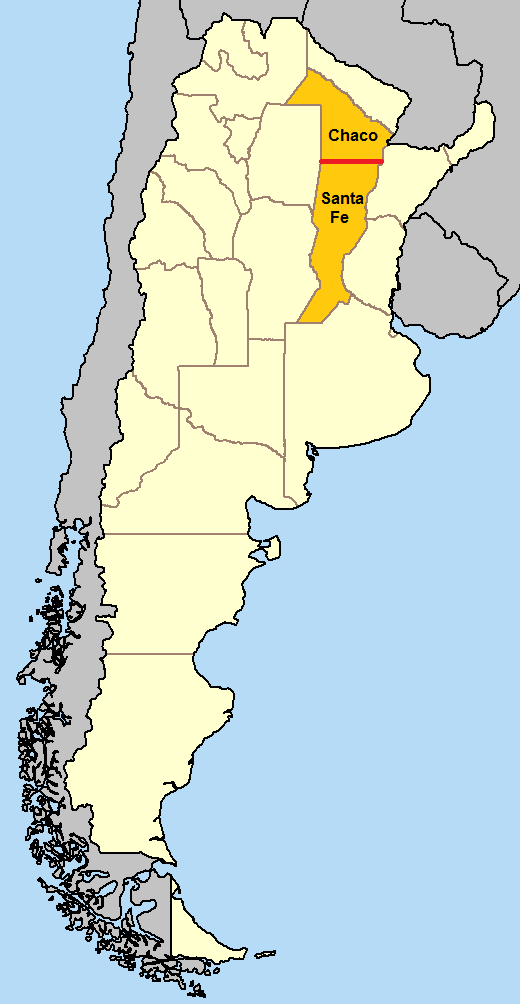
خريطة توضح موقع خط العرض 28 جنوبًا، وهو ما يحدد الحدود بين المقاطعات الأرجنتينية

خط عرض 28° جنوب هي إحدى دوائر العرض الجغرافية، وهي دوائر وهمية تحيط بالكرة الأرضية، وموازية لخط الاستواء، وتتميز هذه الدائرة بأن الأراضي الواقعة عليها تنتمي للمنطقة المدارية الحارة.

## حول العالم
خط عرض 28° جنوب يبدأ من خط الزوال الأولي ويتجه شرقا ويمر عبر:
| الإحداثيات                           | البلد أو الإقليم أو البحر | ملاحظات |
| ------------------------------------ | ------------------------- | --- |
| 28°0′S 0°0′E / 28.000°S 0.000°E      | المحيط الأطلسي            | |
| 28°0′S 15°42′E / 28.000°S 15.700°E   | ناميبيا                   | |
| 28°0′S 20°0′E / 28.000°S 20.000°E    | جنوب إفريقيا              | كيب الشمالية الشمالية الغربية - لحوالي 15 km Northern Cape - لحوالي 25 km North West - لحوالي 21 km فري ستيت كوازولو ناتال                                     |
| 28°0′S 32°35′E / 28.000°S 32.583°E   | المحيط الهندي             | |
| 28°0′S 114°8′E / 28.000°S 114.133°E  | أستراليا                  | أستراليا الغربية جنوب أستراليا كوينزلاند |
| 28°0′S 153°26′E / 28.000°S 153.433°E | المحيط الهادئ             | مرورا بجنوب Marotiri, تاهيتي |
| 28°0′S 71°9′W / 28.000°S 71.150°W    | تشيلي                     | |
| 28°0′S 69°15′W / 28.000°S 69.250°W   | الأرجنتين                 | The parallel defines the border between محافظة تشاكو وسانتا في (محافظة). Passing near the city of سان فرناندو ديل فالي دي كاتاماركا (مدينة) (28°28′S 65°47′W). |
| 28°0′S 55°23′W / 28.000°S 55.383°W   | البرازيل                  | ريو غراندي دو سول سانتا كاتارينا |
| 28°0′S 48°38′W / 28.000°S 48.633°W   | المحيط الأطلسي            | |